# Спартак (хокейний клуб, Ужгород)
«Спартак» — хокейна команда з Ужгорода, що існувала в кінці 1940-их. Учасник першого чемпіонату СРСР. 

## Історія
Ужгородський "Спартак" було створено 1946 року для участі в першому чемпіонаті СРСР з хокею з шайбою. Журнал «Хоккей-Информ» писав, що приводом для створення хокейної команди став успіх футболістів ужгородського "Спартака", які в жовтні 1946 року в 1/8 фіналу Кубка СРСР перемогли ленінградський "Зеніт".

### Чемпіонат СРСР
Відповідно до жеребу, «Спартак» на попередньому етапі потрапив до групи «B» разом із московським «Динамо», архангельським «Водником» та командою Каунаса. Перший в історії офіційний матч «Спартак» провів у день старту чемпіонату 22 грудня 1946 року на виїзді проти команди Каунаса і зазнав поразки 1:12. Першу шайбу закинув Р. Мартінек. 30 грудня ужгородці зазнали в Москві нищівної поразки від «Динамо» 0:23, що стало найбільшим розгромом в історії радянських хокейних чемпіонатів. 5 січня 1947 року «Спартак» програв у Києві «Воднику» 3:9.
У фінальному етапі ужгородці не брали участь, посівши в підсумку останнє, 8-е місце.
За «Спартак» виступали воротарі Федір Лечков та І. Пфау, польові гравці Золтан Дьєрфі, Ф. Ковач, Е. Ковач, І. Крупанич, Р. Мартінек, Ґейзе Тесар, можливо також, І. Білак, Ґанзей, В. Музика, Ернест Юст, Володимир Юхвід. Тренером був Ґейзе Тесар. Найкращими бомбардирами стали Е. Ковач та Мартінек, що закинули по дві шайби.

### Республіканські змагання
В подальшому "Спартак" виступав на республіканському рівні. В лютому 1949 року він брав участь у Кубку Української РСР, але вилетів уже в чвертьфіналі, програвши львівському "Спартаку" 2:5. Також відомо, що в сезоні 1949/50 ужгородці брали участь в чемпіонаті Української РСР.